# Protonemura bifida
Protonemura bifida är en bäcksländeart som beskrevs av Martynov 1928. Protonemura bifida ingår i släktet Protonemura och familjen kryssbäcksländor.

## Underarter
Arten delas in i följande underarter:
- P. b. madani
- P. b. bifida